# ベスト+裏ベスト+未発表曲集
『ベスト+裏ベスト+未発表曲集』（ベスト プラス うらベスト プラス みはっぴょうきょくしゅう）は、Coccoのベストアルバム。2001年9月5日発売。発売元はビクターエンタテインメント。

## 解説
同年のシングル「焼け野が原」、アルバム『サングローズ』の同時発売をもって突如活動休止したCoccoが、それまでの活動の集大成として、活動休止後に発売したベストアルバムが本作である。
選曲はすべて本人によるもの。シングルタイトル曲を中心に、シングルカップリング収録曲・アルバム収録曲、未発表の楽曲を含んだ構成となっている。Disc1・2収録曲のうちアルバム未収録が計7曲、未発表曲が計5曲収録されている。初回盤にのみ特製ステッカーを付属、更に新曲を2曲収録したボーナスCD（Disc3）付き仕様。Disc3は8cmCDにてプレスされている（この作品に限らず、Coccoの作品におけるボーナスディスクは「風化風葬」「Heaven's hell」「blue bird」など、ほぼすべて8cmCDにてプレスされている。）
発売週のオリコンアルバムチャートでは、『ラプンツェル』以来となる通算3作目の初登場1位を記録し、翌週まで2週連続1位を獲得した。この作品以降、個人名義での本格始動は2006年まで待つこととなり、アルバムとしては同年の『ザンサイアン』まで約5年間途絶えている。
2007年7月25日にはアルバム『きらきら』発売記念として低価格盤が2480円で期間限定発売された（ボーナストラックはなし）。

## 収録曲
※…アルバム初収録曲。■…未発表曲。

### Disc 1
1. Way Out ※
  - 作詞・作曲:こっこ、編曲:根岸孝旨
  - シングル「カウントダウン」のカップリング曲
2. カウントダウン
  - 作詞・作曲:こっこ、編曲:根岸孝旨
  - 1997年リリースのデビューシングル、アルバム『ブーゲンビリア』にも収録
3. 水鏡
  - 作詞・作曲:こっこ、編曲:根岸孝旨
  - 2000年リリースの7thシングル、アルバム『ラプンツェル』にも収録
4. 晴れすぎた空※
  - 作詞:こっこ、作曲・編曲:成田忍
  - シングル「強く儚い者たち」のカップリング曲
5. 雨ふらし ■
  - 作詞・作曲:こっこ、編曲:根岸孝旨
6. 雲路の果て
  - 作詞・作曲:こっこ、編曲:根岸孝旨
  - 1998年リリースの4thシングル、アルバム『ラプンツェル』にも収録
7. 遺書。
  - 作詞:こっこ、作曲:成田忍、編曲:根岸孝旨
  - アルバム『ブーゲンビリア』に収録
8. 羽根～lay down my arms～
  - 作詞・作曲:こっこ、編曲:根岸孝旨
  - 2001年リリースの10thシングル、アルバム『サングローズ』にも収録
9. 幸わせの小道 ■
  - 作詞:こっこ、作曲:柴草玲、編曲:根岸孝旨
10. Sweet Berry Kiss ※
  - 作詞:こっこ、作曲:成田忍、編曲:根岸孝旨/成田忍
  - シングル「ポロメリア」のカップリング曲
11. Raining
  - 作詞・作曲:こっこ、編曲:根岸孝旨
  - 1998年リリースの3rdシングル、アルバム『クムイウタ』にも収録
12. Drive you crazy ※
  - 作詞・作曲:こっこ、編曲:根岸孝旨
  - シングル「羽根 〜lay down my arms〜」のカップリング曲
13. 樹海の糸
  - 作詞:こっこ、作曲:柴草玲、編曲:根岸孝旨
  - 1999年リリースの5thシングル、アルバム『ラプンツェル』にも収録

### Disc 2
1. 焼け野が原
  - 作詞・作曲:こっこ、編曲:根岸孝旨、弦編曲:村山達哉
  - 2001年リリースの11thシングル、アルバム『サングローズ』にも収録
2. ポロメリア
  - 作詞・作曲:こっこ、編曲:根岸孝旨
  - 1999年リリースの6thシングル、アルバム『ラプンツェル』にも収録
3. あなたへの月 NEW MIX ※
  - 作詞・作曲:こっこ、編曲:根岸孝旨
  - シングル「雲路の果て」のカップリング曲
4. 星に願いを
  - 作詞:こっこ、作曲:柴草玲、編曲:根岸孝旨
  - 2000年リリースの9thシングル、アルバム『サングローズ』にも収録
5. けもの道
  - 作詞・作曲:こっこ、編曲:根岸孝旨、弦編曲:村山達哉
  - 2000年リリースの8thシングル、アルバム『ラプンツェル』にも収録
6. 寓話。 ※
  - 作詞:こっこ　作曲:成田忍、編曲:根岸孝旨
  - シングル「水鏡」のカップリング曲
7. Again ※
  - 作詞:こっこ　作曲:松本二郎、編曲:根岸孝旨
  - シングル「樹海の糸」のカップリング曲
8. SING A SONG 〜NO MUSIC, NO LIFE〜
  - 作詞・作曲:こっこ、編曲:根岸孝旨
  - アルバム『ブーゲンビリア』に収録
9. 靴下の秘密 (デモ) ■
  - 作詞・作曲:こっこ、編曲:根岸孝旨
10. 強く儚い者たち
  - 作詞:こっこ　作曲:柴草玲、編曲:根岸孝旨
  - 1997年リリースの2ndシングル、アルバム『クムイウタ』にも収録
11. もくまおう ■
  - 作詞・作曲:こっこ、編曲:根岸孝旨
12. 星の生まれる日。
  - 作詞・作曲:こっこ、編曲:根岸孝旨
  - アルバム『ブーゲンビリア』に収録
13. 荊 ■
  - 作詞・作曲:こっこ、編曲:根岸孝旨

### Disc 3
初回盤にのみ付属。共に未発表音源。
1. 眠れる森の王子様 〜春・夏・秋・冬〜
  - 作詞・作曲:こっこ
  - アルバム『ブーゲンビリア』収録曲。ここに収録されているのはインディーズ盤「Cocko」に収録されていたもの。
2. ひよこぶたのテーマPART2。
  - 作詞・作曲:こっこ
  - NHK『みんなのうた』使用曲。演奏時間は2分8秒と短い楽曲。